# Эймон, Джонатан
Джонатан Олувадара Эймон (англ. Jonathan Oluwadara Amon; род. 30 апреля 1999, Саммервилл, Южная Каролина, США) — американский футболист, вингер клуба «Вайле» и сборной США.

## Клубная карьера
Эймон начал заниматься футболом в «Чарлстон Бэттери». В 2014 году его заметили скауты датского «Норшелланна» и пригласили в команду. 4 ноября 2017 года в матче против «Люнгбю» он дебютировал в датской Суперлиге. 26 ноября в поединке против «Хорсенс» Джонатан забил свой первый гол за «Норшелланн».

## Международная карьера
За сборную США Эймон дебютировал 16 октября 2018 года в товарищеском матче со сборной Перу.

## Личная жизнь
Отец Джонатана — иммигрант из Нигерии. Его старший брат — Джо, также играл в футбол, в составе сборной США до 17 лет принимал участие в юношеских чемпионатах КОНКАКАФ и мира 2011 года.